# Asperula carpatica
Asperula carpatica là một loài thực vật có hoa trong họ Thiến thảo. Loài này được Morariu mô tả khoa học đầu tiên năm 1979.